# 한국조명ICT연구원
한국조명ICT연구원은 국내 조명 산업 발전과 국제 경쟁력 제고를 위하여 대한민국 유일의 조명/ICT 공공연구 · 시험기관으로서, 조명과 첨단ICT 관련 기술의 연구개발과 제품의 시험, 인증, 표준화 및 인력양성 등의 다양한 업무를 수행해오고 있다.

## 조직
- 경영지원본부
- 연구총괄본부
- 시험총괄본부
- 신산업인증본부
- ICT전자자사업본부
- 대외전략실
- 남부분원

## 연혁
- 1999년 5월 한국조명기술연구소 개소
- 1999년 12월 KOLAS 국제공인시험기관 인정 (기술표준원)
- 2000년 6월 KS지정심사기관 지정(기술표준원)
- 2000년 9월 효율관리 기자재 시험기관 지정(기술표준원)
- 2000년 9월 고효율조명기기 및 에너지기자재 시험기관 지정(산업자원부)
- 2001년 7월 단체표준우수인증단체 인정(기술표준원)
- 2002년 7월 전기부품(조명) 시노리성지정평가기관 지정(기술표준원)
- 2003년 2월 국제전기기술위원회(IEC) 간사기관 지정(기술표준원)
- 2006년 11월 부천시로 이전
- 2007년 3월 중소기업 기술개발제품 성능인증시험연구원 지정(중소기업청)
- 2009년 4월 LED조명 KS지정심사기관 지정(기술표준원)
- 2009년 7월 표준개발협력기관(COSD) 지정(기술표준원)
- 2010년 3월 한국조명연구원으로 명칭 변경
- 2011년 1월 미국 환경경(EPA) Energy star program
- 2011년 6월 공인시험기관 지정 한국조명연구원 남부분원 개원(전라북도 익산시)
- 2012년 1월 북미안전인증시험 Intertek ETL 공인시험기관 지정
- 2012년 7월 Lighting Facts Label 공인시험기관 지정
- 2013년 1월 DesignLights Consortium(DLC)
- 2013년 5월 조달물품전문검사기관 지정(조달청)
- 2014년 2월 미국 California Energy Commission (CEC) 공인시험기관 지정
- 2014년 5월 남부분원 KOLAS 국제공인시험기관 인정(국가기술표준원)
- 2014년 10월 국제전기기기인증제도 (IECEE) CB인증시험기관(CBTL) 지정
- 2015년 1월 전기용품 안전확인시험기관 지정(국가기술표준원)
- 2016년 4월 KS인증기관 지정(국가기술표준원)
- 2017년 8월 KAS공인제품인증기관 인정(국가기술표준원)
- 2017년 9월 남부분원 익산종합비즈니스센터 입주
- 2019년 3월 국립 전파연구원 시험기관 지정
- 2019년 5월 한국조명ICT연구원으로 명칭 변경